# Tōru Hashimoto
Tōru Hashimoto (橋下徹 Hashimoto Tōru?,  nacido el 29 de junio de 1969) es un abogado y comentarista japonés, exgobernador de la prefectura de Osaka.
Nació en Shibuya, Tokio y su familia se trasladó a Osaka cuando cursaba el quinto grado en la escuela primaria. En su nuevo colegio, fue seleccionado de rugby. Estudió en la Universidad de Waseda y obtuvo el título de abogado en 1996. Tras aparecer en varios programas televisivos locales en la región de Kinki durante algunos años, se dio a conocer al participar en un programa transmitido a nivel nacional. El 12 de diciembre de 2007 anunció su candidatura a la gobernación de Osaka, ganando las elecciones con más del 50% de los votos el 27 de enero de 2008. Asumió su cargo el 6 de febrero de 2008.